# Chiesa di San Liberale (Trapani)
La chiesa di San Liberale è un luogo di culto ubicato a Trapani. 
Si trova all'estremità delle mura di tramontana, vicino alla Torre di Ligny.

## Storia
La piccola chiesa è stata costruita nel Seicento per volontà dei pescatori trapanesi di corallo. È dedicata al martire Liberale, ucciso vicino a Cartagine per la sua fede.

## Descrizione
Edificata in tufo, comporta un'unica navata. Oggi presenta un prospetto spoglio, ma possedeva in passato un portale barocco a quattro colonne, con doppio ordine e un campanile di coronamento centrale.